# Jean Emery
Pour les articles homonymes, voir Emery.
Jean Emery est un ancien joueur suisse de basket-ball. Il a participé au Championnat d'Europe de basket-ball 1953 pour l'Équipe de Suisse.